# Macro-objectief
Een macro-objectief of macrolens is een objectief om kleine voorwerpen van dichtbij te fotograferen, de zogenaamde macrofotografie.
'Dichtbij' is relatief: als men bijvoorbeeld met een gewone typische telelens met een brandpuntsafstand van 180 mm slechts tot op 150 cm dicht bij het voorwerp kan scherpstellen, zal men met de macro-versie ervan bijvoorbeeld tot een 50-tal cm kunnen komen, en zal het beeld op de sensor of film ongeveer even groot als het voorwerp worden (of zelfs groter).  Bij macrolenzen met kleinere brandpuntsafstanden zal men nog dichter moeten komen om deze vergroting te halen, bijvoorbeeld 20 à 30 cm.
Hoe groter de brandpuntsafstand, hoe groter het risico op trillingsonscherpte, maar ook hoe groter de voorwerpafstand. Dus is voor het fotograferen van schuwe insecten eerder een 100-200mm-macrolens aan te raden, terwijl men voor niet-wegvliegende dingen beter een (meestal goedkopere) 50-60mm-lens kan gebruiken.
Sommige merken plakken het etiket 'macro' al op objectieven met een vergrotingsfactor van 50% in plaats van 100%. Nikon gebruikt de term 'micro' in plaats van 'macro'.

## Trivia
- Macro-objectieven worden ook gebruikt bij mobiele telefoons, hierbij wordt het objectief over de behuizing van de lens geschoven.